# The Cult
The Cult — англійський рок-гурт, що виник у своєму початковому складі в Бредфорді у 1981 році. Протягом багатьох років гурт змінював склад, постійні учасники — вокаліст Іан Естбері і гітарист Біллі Даффі, обидва писали пісні для гурту.

## Інформація про гурт
На початку свого існування гурт виступив у ролі одного з основоположників розвивалася в Англії сцени постпанку. Стиль їх музики асоціювався в пресі з готик-роком, перебуваючи під впливом містицизму, асоціювалося з американськими індіанцями і групами психоделічного року, такими як The Doors.
Після переїзду в Лондон і випуску свого другого альбому «Love», «The Cult» завоював ширшу аудиторію, опинившись на 4-му місці в чартах Великої Британії і випустивши кілька популярних синглів, таких як «She Sells Sanctuary» і «Rain». При цьому група відійшла від свого початкового звучання, зблизившись з хард-роком. Випустивши альбом «Electric» і сингл «Love Removal Machine», вони потрапили на американський ринок; альбом «Sonic Temple» також досяг великого комерційного успіху.
На початку 1990-х група переживала кризу через зловживання алкоголем і закулісних непорозумінь між учасниками. На початку 1995 року «The Cult» розпався, зіткнувшись з нездоланними перешкодами під час південно-американського турне. Між 1999 і 2002 рр. група возз'єдналася для запису альбому «Beyond Good and Evil» і перевидала всі свої альбоми в Азії і в Східній Європі в 2003 році і у Японії в 2004 році. У 2006 році група возз'єдналася знову для проведення декількох світових турне.
У жовтні 2007 року група випустила альбом «Born into This» на лейблі «Roadrunner Records». Перед цим група взяла участь в декількох фестивалях і дала кілька інтерв'ю, а також провела спільний тур з «The Who» в Європі влітку 2007 року і збиралася провести ще один в США. У травні 2008 року за повідомленнями газети «The Gauntlet», «The Cult» розірвали контракт з «Roadrunner Records» після запису всього одного альбому.
У 2012 році, після 4-річної перерви, група випустила альбом Choice of Weapon на лейблі Cooking Vinyl.
У липні 2012 року під час гастролей по Європі на мосту по дорозі з хорватського міста Спліт до столиці Словенії Любляни гастрольний автобус The Cult потрапив в аварію. В результаті інциденту травми шиї, спини і плеча отримав вокаліст Ян Естбері.

## Дискографія

### Студійні альбоми
- Dreamtime (1984)
- Love (1985)
- Electric (1987)
- Sonic Temple (1989)
- Ceremony (1991)
- The Cult (1994)
- Beyond Good and Evil (2001)
- Born into This (2007)
- Choice of Weapon (2012)
- Electric Peace (2013)
- Hidden City (2016)

### Концертні альбоми
- Dreamtime Live at the Lyceum (1984)
- Live at the Marquee (1993)